# Firminus baudii
Firminus baudii är en skalbaggsart som beskrevs av Brenske 1886. Firminus baudii ingår i släktet Firminus och familjen Melolonthidae. Inga underarter finns listade i Catalogue of Life.